# Krasna Talivka
Krasna Tálivka o Krásnaya Tálovka (en ucraniano: Красна Талівка, en ruso: Красная Таловка) es una localidad del raión de Stanytsya Luhanska, en el óblast de Lugansk, Ucrania. Un puesto de control fronterizo está ubicado 4 km al norte del poblado, sobre la carretera P22, que cruza la frontera de Ucrania con Rusia. 
Según el censo de 2001, la población es predominantemente rusófona (72,06%), mientras que sólo el 27,29% considera el ucraniano como su lengua materna.